# Alekséi Mijailichenko
Alekséi Aleksandrovich Mijailichenko (en ucraniano: Олексій Олександрович Михайличенко) (30 de marzo de 1963) es un exfutbolista ucraniano que actualmente ejerce de entrenador. Es el actual entrenador del Dinamo de Kiev de la Liga Premier de Ucrania.

## Biografía

### Clubes
Mijailichenko inició su carrera en las categorías inferiores del Dinamo de Kiev, bajo la batuta de uno de los mejores entrenadores de la historia de la extinta Unión Soviética, Anatoli Byshovets. Su debut llegaría en 1981 y su mayor logro llegó sin duda en 1986, cuando ganó con el Dinamo la Recopa de Europa. En 1988 logró el galardón al Futbolista del año en la Unión Soviética. 
En 1990, Mijailichenko firmó con la Sampdoria italiana, ganando la Serie A en su primer y único año con el club de Génova.
Tras solo un año en Italia, Mijailichenko fichó por el Rangers FC de Glasgow, en el club escocés permaneció hasta 1997, aunque sus últimas temporadas no fueron muy satisfactorias, debido a la llegada del danés Brian Laudrup que relegó a Mijailichenko a la suplencia. Tras finalizar su trayectoria en el Rangers, anunció su retirada con 34 años.

### Selección nacional
A nivel internacional, Mijailichenko disputó 41 partidos con la selección de fútbol de la Unión Soviética marcando 9 goles en total. Aunque jugó la Eurocopa 1992, con la CEI, no pudo disputar el Mundial de Italia 1990 debido a una lesión. Con la disolución de la Unión Soviética, Mijailichenko disputó dos partidos con la selección de fútbol de Ucrania.

## Trayectoria
| Club           | País            | Años      |
| -------------- | --------------- | --------- |
| Dinamo de Kiev | Unión Soviética | 1981-1990 |
| UC Sampdoria   | Italia          | 1990-1991 |
| Rangers FC     | Escocia         | 1991-1997 |

## Palmarés
FC Dinamo de Kiev
- Primera División de la Unión Soviética: 1980-81, 1984-85, 1985-86, 1989-90
- Copa de la Unión Soviética: 1985, 1987, 1990
- Recopa de Europa: 1986

UC Sampdoria
- Serie A: 1990-91

Rangers FC
- Premier League de Escocia: 1991-92, 1992-93, 1993-94, 1994-95, 1995-96, 1996-97
- Copa de Escocia: 1992, 1993, 1996